# Seirophora
Seirophora är ett släkte av lavar. Seirophora ingår i familjen Teloschistaceae, ordningen Teloschistales, klassen Lecanoromycetes, divisionen sporsäcksvampar och riket svampar.

## Arter
- Seirophora aurantiaca
- Seirophora orientalis
- Seirophora tenera